# بولنت ارسوی
بولنت ارسوی (ترکی استانبولی: Bülent Ersoy زاده ۹ ژوئن ۱۹۵۲) یک خواننده و هنرپیشه ترنسجندر ترک است که به خاطر خواندن آهنگ‌های کلاسیک عثمانی شهرت یافته‌است.
او از کودکی فعالیت‌های موسیقایی خود را آغاز کرد و در دوران جوانی وارد کنسرواتوار موسیقی استانبول شد که پس از دو ماه تحصیل در کنسرواتوار را رها کرد. او زیر نظر اساتیدی چون «ملاحت پارس» و «رضوان آیتان» به تحصیل خصوصی موسیقی پرداخت. در سال ۱۹۷۰ به اجرای موسیقی در کازینوهای استانبول مشغول شد و در سال ۱۹۷۱ اولین صفحهِ خود را که شامل دوترانه با نام‌های Lüzûm Kalmadı و Neye Yarar Gelişin روانهٔ بازار موسیقی ترکیه کرد. در سال ۱۹۷۴ در کازینوی ماکسیم که از بنام‌ترین کازینوهای ترکیه بود، به اجرا پرداخت. در روزگاری که موسیقی پاپ و عربسک و سایر موسیقی‌های تجاری بازار موسیقی را در دست داشتند بولنت ارسوی با ارائه صفحه معروف «طوطی معجزه گویم نه دسم لاف دییل» که از آثار کلاسیک موسیقی عثمانی و از ساخته‌های موسیقیدان معروف دوران عثمانی، «عطری» بود به شهرت فراوانی رسید و این اثر رکوردهای فروش را شکست. در همین سال‌ها برای بخش موسیقی کلاسیک TRT (رادیو تلویزیون دولتی ترکیه) ترانه‌های بسیار اجرا کرد.
در تمام این مدت بولنت ارسوی بدن منتسب به مردان را دارا بود تا اینکه در سال ۱۹۸۱ طی یک عمل جراحی در بیمارستان «چارینگ کروس» لندن بازتایید جنسیت داد و نام خود را به خانم بولنت تغییر داد‌
در اولین صحبتهایش پس از عمل جراحی او اظهار داشت که حس بسیار خوبی دارد و خدا را شکر می‌کند. این عمل بولنت ارسوی آنهم در آن دوران که این مسائل بشکل تابوها و ترنسفوبیا در جامعهٔ محافظه کار ترکیه مطرح می‌شد و دولت وقت بشدت با جماعت ترنس جندر برخورد می‌کرد، نشان از جسارت بولنت ارسوی داشت. اما تاوان این جسارت او ممنوع الکار شدنش بود که تا سال ۱۹۸۳ بولنت ارسوی درگیر دادگاه‌ها و مسایل قضایی مربوط به تطبیق جنسیتش بود. بولنت که از دستگاه قضا و ادامهٔ پیگیری‌های قضایی برای بازگشت به صحنه موسیقی ناامید شده بود، اقدام به خودکشی ناموفقی کرد و همان سال ترکیه را به قصد آلمان ترک کرد. در آنجا به عنوان بازیگر مشغول بکار شد. برخی از فیلم‌های او مثل فیلم «نان تلخ» و چند فیلم دیگر که حاوی صحنه‌های جنسی ساختار شکنانه‌ای بود، باعث حاشیه‌ها و انتقادات زیادی به وی شد. از جمله این منتقدان زکی مورن بود که در خصوص بازی بولنت ارسوی در این فیلم‌ها گفته بود: «او هم آبروی مردانگی را برده هم آبروی زنانگی را».
در سال ۱۹۸۸ و در پی اصلاحات سیاسی-اجتماعی در ترکیه و روی کار آمدن تورگوت اوزال که از سیاستمداران اصلاح طلب و خوشنام ترکیه بود، رسماً از بولنت ارسوی دعوت شد که به ترکیه بازگردد. در این دوران به ترنسجندر هااجازه بازتایید جنسیت در شناسنامه هم داده شد.
در سال ۱۹۸۹ در هنگام اجرای برنامه در شهر آدانا بخاطر اجرا نکردن آهنگی درخواستی از طرف یکی از تماشاگران مورد شلیک ۵ گلوله قرار گرفت و یکی از کلیه‌هایش را از دست داد.
اما سال‌های دهه ۹۰ برای بولنت ارسوی بسیار سال‌های خوبی بود و او برنامه تلویزیونی «بولنت شو» را اجرا می‌کرد و در تلویزیون‌های ترکیه بنام «خواهر مردم» از وی یاد می‌شد. در این سال‌ها کنسرت‌های بسیاری در اقصی نقاط جهان از جمله استرلیا و اروپا برگزار کرد و آلبوهای پر فروشی چون Düşkünüm Sana, Benim Dünya Güzellerim, Yaşamak İstiyorum, Alaturka 95, Biz Ayrılamayız و Ablan Kurban Olsun Sana را عرضه کرد. او اولین خوانندهٔ ترک است که در سالن‌های بزرگی چون «لندن پالادیوم» و «مادیسون اسکوار گاردن» انگلستان بروی صحنه رفته. همچنین در سال ۱۹۹۷ پس از ام کلثوم (خواننده شهیر مصری) با همراهی ارکستر سازهای محلی «سالن المپیای پاریس» به عنوان اولین هنرمند ترک، بروی صحنه رفت.
بولنت ارسوی با وسعت صدای بسیار بالا و بی‌نظیر از بزرگترین خوانندگان سبک موسیقی کلاسیک ترکی/عثمانی است. طی تست‌هایی که در ‍ژاپن از صدایش به عمل آمده از صدای او به عنوان «صدای بی نقص و دارای قدرت بالا» یاد شده.
در سال ۲۰۰۷ در برنامه «پاپ استار آلاتورکا» که یک برنامه استعداد یابی موسیقی بود به عنوان ژوری حضور یافت که این برنامه حاشیه‌هایی دربرداشت. از جمله این که بولنت ارسوی در بحبوحهٔ درگیری‌های ارتش و سربازان وظیفهِ ترکیه با نیروهای پ ک ک اعلام کرد: من اگر پسر داشتم به خدمت سربازی نمی‌فرستادم که این حرف «دیوا» انتقادهای بسیاری را متوجه وی کرد.
بولنت ارسوی به ندرت در رسانه‌ها در مورد مسائل شخصی و مخصوصاً مسئله بازتایید جنسیتش صحبت می‌کند و هین امر باعث کنجکاوی‌های بسیاری در مورد زندگی شخصی و جنسیتی وی در میان مردم شده که رسانه‌های مجازی ترکیه و سرچ‌هایی که تحت نام او انجام می‌شود حکایت از این ماجرا دارد.